# Чемпионат мира по футболу среди женщин 1995
Второй чемпионат мира по футболу среди женщин проводился в Швеции с 5 июня 1995 года по 18 июня 1995 года. Финал турнира между сборными Норвегии и Германии состоялся 18 июня на стадионе Росунда. Голы Хеге Риисе и Marianne Pettersen принесли победу со счетом 2-0 норвежкам, которые первый раз в своей истории стали чемпионами мира.
Соревнование также являлось квалификацией к первому женскому футбольному турниру Олимпийских игр.

## Стадионы и города
| Евле Хельсингборг Карлстад Вестерос СольнаГорода | - Стрёмваллен, Евле Вместимость: 7 300 - Олимпия, Хельсингборг Вместимость: 17 200 - Tingvalla IP, Карлстад Вместимость: 5 000 - Аросваллен, Вестерос Вместимость: 10 000 - Росунда, Сольна Вместимость: 36 800 |

## Команды
12 сборных участвовали в финальной стадии:
| Конфедерация       | Отборочный турнир                                    | Команды                        |
| ------------------ | ---------------------------------------------------- | ------------------------------ |
| АФК                | Азиатские игры 1994                                  | Китай Япония                   |
| КАФ                | Чемпионат Африки по футболу среди женщин 1995        | Нигерия                        |
| КОНКАКАФ           | Чемпионат КОНКАКАФ среди женщин 1994                 | США Канада                     |
| КОНМЕБОЛ           | Чемпионат Южной Америки по футболу среди женщин 1995 | Бразилия                       |
| ОФК                | Чемпионат Океании по футболу среди женщин 1994       | Австралия                      |
| УЕФА               | Чемпионат Европы по футболу среди женщин 1995        | Германия Англия Норвегия Дания |
| Страна-организатор | Страна-организатор                                   | Швеция                         |

## Судьи
| Африка (КАФ) - Энгаге Камара - Мамаду Туре - Петрос Матхабела - Мухаммед Хамид Осман Азия (АКФ) - Хисаэ Есидзава - Юнг Чон - Пиром Ун-Прасерт Северная и Центральная Америка (КОНКАКАФ) - Соня Денонкур - Мария Родригес - Питер Келли - Кэтрин Хэпберн Океания (ОФК) - Линда Мэй Блэк | Южная Америка (КОНМЕБОЛ) - Ана Биа Батиста - Мария Эднене Сикейра - Эдуардо Гамбоа - Manuel Yupanqui Souza Европа (УЕФА) - Гитте Хольм - Коринн Лагранж - Кристин Фрай - Ален Хаммер - Бенте Скогванг - Вероника Шлюхтер-Маерки - Ева Эдлунд - Ингрид Юнссон |

## Группа A
| Команда  | О | И | В | Н | П | МЗ | МП | РМ |
| -------- | - | - | - | - | - | -- | -- | -- |
| Германия | 6 | 3 | 2 | 0 | 1 | 9  | 4  | +5 |
| Швеция   | 6 | 3 | 2 | 0 | 1 | 5  | 3  | +2 |
| Япония   | 3 | 3 | 1 | 0 | 2 | 2  | 4  | −2 |
| Бразилия | 3 | 3 | 1 | 0 | 2 | 3  | 8  | −5 |

| Швеция | 0:1     | Бразилия           |
| ------ | ------- | ------------------ |
|        | (отчёт) | Розели де Бело 37′ |

| Германия         | 1:0     | Япония |
| ---------------- | ------- | ------ |
| Сильвия Найд 23′ | (отчёт) |        |

| Швеция                                            | 3:2     | Германия                                   |
| ------------------------------------------------- | ------- | ------------------------------------------ |
| Малин Андерссон 65′ (пен.) 86′ · Пиа Сундхаге 80′ | (отчёт) | Беттина Вигманн 9′ (пен.) · Урсула Лон 42′ |

| Бразилия    | 1:2     | Япония             |
| ----------- | ------- | ------------------ |
| Претинья 7′ | (отчёт) | Акеми Нода 13′ 45′ |

| Швеция                                  | 2:0     | Япония |
| --------------------------------------- | ------- | ------ |
| Лена Видекулль 66′ · Аннели Анделен 88′ | (отчёт) |        |

| Бразилия           | 1:6     | Германия                                                                                                   |
| ------------------ | ------- | --- |
| Розели де Бело 19′ | (отчёт) | Биргит Принц 5′ · Марен Майнерт 22′ · Беттина Вигманн 42′ (пен.) · Хайди Мор 78′ 89′ · Анушка Бернхард 90′ |

## Группа B
| Команда  | О | И | В | Н | П | МЗ | МП | РМ  |
| -------- | - | - | - | - | - | -- | -- | --- |
| Норвегия | 9 | 3 | 3 | 0 | 0 | 17 | 0  | +17 |
| Англия   | 6 | 3 | 2 | 0 | 1 | 6  | 6  | 0   |
| Канада   | 1 | 3 | 0 | 1 | 2 | 5  | 13 | −8  |
| Нигерия  | 1 | 3 | 0 | 1 | 2 | 5  | 14 | −9  |

| Норвегия | 8:0     | Нигерия |
| --- | ------- | ------- |
| Кристин Сандберг 30′ 44′ 82′ · Хеге Риисе 49′ · Анн Кристин Орёнес 60′ 90′ · Линда Медален 67′ · Тина Свенссон 76′ (пен.) | (отчёт) |         |

| Англия                                                       | 3:2     | Канада                                   |
| ------------------------------------------------------------ | ------- | ---------------------------------------- |
| Джиллиан Коултард 51′ (пен.) 85′ · Мэрианн Спейси 76′ (пен.) | (отчёт) | Хелен Стумбос 87′ · Джери Доннелли 90+1′ |

| Норвегия                        | 2:0     | Англия |
| ------------------------------- | ------- | ------ |
| Тоне Хауген 7′ · Хеге Риисе 37′ | (отчёт) |        |

| Нигерия                                                   | 3:3     | Канада                                        |
| --------------------------------------------------------- | ------- | --------------------------------------------- |
| Рита Нвадике 26′ · Патиенс Авре 60′ · Адаку Окороафор 77′ | (отчёт) | Сильвана Бертини 12′ 55′ · Джери Доннелли 20′ |

| Норвегия                                                                                         | 7:0     | Канада |
| ------------------------------------------------------------------------------------------------ | ------- | ------ |
| Анн Кристин Орёнес 4′ 21′ 90+3′ · Хеге Риисе 12′ · Марианне Петтерсен 71′ 89′ · Ранди Лейнан 84′ | (отчёт) |        |

| Нигерия                                | 2:3     | Англия                                |
| -------------------------------------- | ------- | ------------------------------------- |
| Адаку Окороафор 13′ · Рита Нвадике 74′ | (отчёт) | Карен Фарли 10′ 38′ · Карен Уокер 27′ |

## Группа C
| Команда   | О | И | В | Н | П | МЗ | МП | РМ  |
| --------- | - | - | - | - | - | -- | -- | --- |
| США       | 7 | 3 | 2 | 1 | 0 | 9  | 4  | +5  |
| Китай     | 7 | 3 | 2 | 1 | 0 | 10 | 6  | +4  |
| Дания     | 3 | 3 | 1 | 0 | 2 | 6  | 5  | +1  |
| Австралия | 0 | 3 | 0 | 0 | 3 | 3  | 13 | −10 |

| США                                                      | 3:3     | Китай                                         |
| -------------------------------------------------------- | ------- | --------------------------------------------- |
| Тиша Вентурини 22′ · Тиффени Милбретт 34′ · Мия Хэмм 51′ | (отчёт) | Ван Липин 38′ · Вэй Хайин 74′ · Сунь Вэнь 79′ |

| Дания                                                                           | 5:0     | Австралия |
| ------------------------------------------------------------------------------- | ------- | --------- |
| Гитте Крог 12′, 48′ · Анне Нильсен 25′ · Хелле Йенсен 37′ · Кристина Хансен 86′ | (отчёт) |           |

| США                                     | 2:0     | Дания |
| --------------------------------------- | ------- | ----- |
| Кристин Лилли 9′ · Тиффени Милбретт 49′ | (отчёт) |       |

| Китай                                             | 4:2     | Австралия                             |
| ------------------------------------------------- | ------- | ------------------------------------- |
| Чжоу Ян 23′ · Ши Гуйхун 54′, 78′ · Лю Айлин 90+3′ | (отчёт) | Анджела Ианнотта 25′ · Санни Хьюз 89′ |

| США                                                                                 | 4:1     | Австралия           |
| ----------------------------------------------------------------------------------- | ------- | ------------------- |
| Джули Фауди 69′ · Джой Фосетт 72′ · Карла Овербек 90+2′ (пен.) · Дебби Келлер 90+4′ | (отчёт) | Лиза Касагранде 54′ |

| Китай                                         | 3:1     | Дания              |
| --------------------------------------------- | ------- | ------------------ |
| Ши Гуйхун 21′ · Сунь Вэнь 76′ · Вэй Хайин 90′ | (отчёт) | Кристина Бонде 44′ |

## Стадия плей-офф
|  | Четвертьфиналы        | Четвертьфиналы       |                   |       | Полуфиналы        | Полуфиналы        |  |  | Финал                 | Финал |
|  |                       |                      |                   |       |                   |                   |  |  |                       |       |
|  | 13 июня — Arosvallen  |                      |                   |       |                   |                   |  |  |                       |       |
|  |                       |                      |                   |       |                   |                   |  |  |                       |       |
|  | Германия              | 3                    |                   |       |                   |                   |  |  |                       |       |
|  | Германия              | 3                    | 15 июня — Олимпия |       |                   |                   |  |  |                       |       |
|  | Англия                | 0                    |                   |       |                   |                   |  |  |                       |       |
|  | Англия                | 0                    | Германия          | 1     |                   |                   |  |  |                       |       |
|  | 13 июня — Олимпия     |                      | Германия          | 1     |                   |                   |  |  |                       |       |
|  |                       | Китай                | 0                 |       |                   |                   |  |  |                       |       |
|  | Швеция                | Китай                | 0                 | 1 (3) |                   |                   |  |  |                       |       |
|  | Швеция                |                      | 18 июня — Росунда | 1 (3) |                   |                   |  |  |                       |       |
|  | Китай                 | 1 (4)                |                   |       |                   |                   |  |  |                       |       |
|  | Китай                 | 1 (4)                | Германия          | 0     |                   |                   |  |  |                       |       |
|  | 13 июня — Stromvallen |                      | Германия          | 0     |                   |                   |  |  |                       |       |
|  |                       | Норвегия             | 2                 |       |                   |                   |  |  |                       |       |
|  | США                   | Норвегия             | 2                 | 4     |                   |                   |  |  |                       |       |
|  | США                   | 15 июня — Arosvallen |                   | 4     |                   |                   |  |  |                       |       |
|  | Япония                | 0                    |                   |       |                   |                   |  |  |                       |       |
|  | Япония                | 0                    | США               | 0     | Матч за 3-е место | Матч за 3-е место |  |  |                       |       |
|  | 13 июня — Tingvallen  |                      | США               | 0     | Матч за 3-е место | Матч за 3-е место |  |  |                       |       |
|  |                       | Норвегия             | 1                 |       |                   |                   |  |  |                       |       |
|  | Норвегия              | Норвегия             | 1                 | 3     | Китай             | 0                 |  |  |                       |       |
|  | Норвегия              |                      |                   | 3     | Китай             | 0                 |  |  |                       |       |
|  | Дания                 | 1                    |                   | США   | 2                 |                   |  |  |                       |       |
|  | Дания                 | 1                    |                   |       | 2                 |                   |  |  |                       |       |
|  |                       |                      |                   |       |                   |                   |  |  | 17 июня — Stromvallen |       |
|  |                       |                      |                   |       |                   |                   |  |  |                       |       |

### 1/4 финала
| Германия                                             | 3:0     | Англия |
| ---------------------------------------------------- | ------- | ------ |
| Мартина Фосс 41′ · Марен Майнерт 55′ · Хайди Мор 82′ | (отчёт) |        |

| Швеция                                                                             | 1:1 (доп. вр.) | Китай                                                       |
| ---------------------------------------------------------------------------------- | -------------- | ----------------------------------------------------------- |
| Ульрика Кальте 90+3′ (пен.)                                                        | (отчёт)        | Сунь Цинмэй 29′                                             |
| Пенальти                                                                           |                |                                                             |
| Малин Андерссон · Лена Видекулль · Анна Похьянен · Пиа Сундхаге · Анника Нессвольд | 3:4            | Сунь Вэнь · Се Хуэйлинь · Чэнь Юйфэн · Шуй Цинся · Лю Айлин |

| США                                                               | 4:0     | Япония |
| ----------------------------------------------------------------- | ------- | ------ |
| Кристин Лилли 8′, 42′ · Тиффени Милбретт 45′ · Тиша Вентурини 80′ | (отчёт) |        |

| Норвегия                                             | 3:1     | Дания          |
| ---------------------------------------------------- | ------- | -------------- |
| Гро Эспесет 21′ · Линда Медален 64′ · Хеге Риисе 85′ | (отчёт) | Гитте Крог 86′ |

### Полуфиналы
| Германия            | 1:0     | Китай |
| ------------------- | ------- | ----- |
| Беттина Вигманн 88′ | (отчёт) |       |

| США | 0:1     | Норвегия               |
| --- | ------- | ---------------------- |
|     | (отчёт) | Анн Кристин Орёнес 10′ |

### Матч за третье место
| Китай | 0:2     | США                               |
| ----- | ------- | --------------------------------- |
|       | (отчёт) | Тиша Вентурини 24′ · Мия Хэмм 55′ |

### Финал
| Германия | 0:2     | Норвегия                                |
| -------- | ------- | --------------------------------------- |
|          | (отчёт) | Хеге Риисе 37′ · Марианне Петтерсен 40′ |

## Финальный рейтинг
На Олимпийские игры 1996 года помимо хозяек — американок — попадали ещё 7 команд, на основе финального рейтинга чемпионата.
Команды, проигравшие в 1/4 финала, классифицировались в рейтинге согласно результатам четвертьфинальных матчей.
Место Англии, не являющейся членом МОК, заняла Бразилия.
| Место | Команда   | Квалификация на ОИ-96           | Примечания                   |
| ----- | --------- | ------------------------------- | ---------------------------- |
| 1     | Норвегия  | квалифицировалась               |                              |
| 2     | Германия  | квалифицировалась               |                              |
| 3     | США       | автоматически квалифицировалась |                              |
| 4     | Китай     | квалифицировалась               |                              |
| 5     | Швеция    | квалифицировалась               |                              |
| 6     | Дания     | квалифицировалась               |                              |
| 7     | Англия    | не квалифицировалась            | не соответствует требованиям |
| 8     | Япония    | квалифицировалась               |                              |
| 9     | Бразилия  | квалифицировалась               | не вышла из группы           |
| 10    | Канада    | не квалифицировалась            | не вышла из группы           |
| 11    | Нигерия   | не квалифицировалась            | не вышла из группы           |
| 12    | Австралия | не квалифицировалась            | не вышла из группы           |

## Награды
| Золотая бутса:     | Золотой мяч: | FIFA Фэйр Плей: |
| ------------------ | ------------ | --------------- |
| Анн Кристин Орёнес | Хеге Риисе   | Швеция          |

## Бомбардиры
6 голов
- Анн Кристин Орёнес

5 голов
- Хеге Риисе

3 гола
| - Гитте Крог - Ши Гуйхун - Беттина Вигманн | - Хайди Мор - Кристин Сандберг - Марианне Петтерсен | - Кристин Лилли - Тиффени Милбретт - Тиша Вентурини |

2 гола
| - Джиллиан Коултард - Карен Фарли - Розели де Бело - Акеми Нода - Джери Доннелли | - Сильвана Бертини - Сунь Вэнь - Вэй Хайин - Марен Майнерт - Адаку Окороафор | - Рита Нвадике - Линда Медален - Малин Андерссон - Мия Хэмм |

1 гол
| - Карен Уокер - Мэриэнн Спейси - Анджела Ианнотта - Лиза Касагранде - Санни Хьюз - Претинья - Анне Нильсен - Кристина Хансен - Кристина Бонде - Хелле Йенсен - Хелен Стумбос | - Лю Айлин - Сунь Цинмэй - Ван Липин - Чжоу Ян - Анушка Бернхард - Биргит Принц - Мартина Фосс - Сильвия Найд - Урсула Лон - Патиенс Авре - Гро Эспесет | - Ранди Лейнан - Тина Свенссон - Тоне Хауген - Аннели Анделен - Лена Видекулль - Пиа Сундхаге - Ульрика Кальте - Карла Овербек - Дебби Келлер - Джой Фосетт - Джули Фауди |